# فلش آرت
فلش آرت (انگلیسی: Flash Art) یک مجلهٔ دوماهنامه با تمرکز بر هنر معاصر است که در سال ۱۹۶۷ در رم ایتالیا توسط ناشر و منتقد هنری ایتالیایی جانکارلو پولیتی تأسیس شد. از سال ۱۹۷۸ نشریه در میلان ایتالیا مستقر بوده‌است. این مجله که در ابتدا به صورت دوزبانه منتشر می‌شد، در سال ۱۹۷۸ و با پیوستن هلنا کونتووا به هیئت تحریریهٔ نشریه به دو نسخهٔ جداگانهٔ فلش آرت ایتالیا (به زبان ایتالیایی) و فلش آرت اینترنشنال (به زبان انگلیسی) تقسیم شد.
فلش آرت در دههٔ ۱۹۶۰ به‌طور گسترده هنرمندان جنبش آرته پوورا را، پیش از آن که در دنیای انگلیسی‌زبان شناخته شوند، پوشش داد. این نشریه به ویژه به خاطر نشر آخرین مصاحبهٔ اندی وارهول قبل از مرگ خود در سال ۱۹۸۷ مشهور است.